# Modesto Della Rosa
Modesto Della Rosa (Melbourne, 24 maggio 1959) è un politico italiano.ex deputato alla camera ex consigliere provinciale e molte volte sindaco al comune di San Giorgio a Liri

## Biografia
Iniziò l'attività politica nel Fronte della Gioventù. Nel 1990 fu eletto consigliere provinciale di Frosinone per il MSI. Alle elezioni politiche del 1994 è eletto deputato nel collegio di Cassino nella lista di Alleanza Nazionale.
Dopo la svolta di Fiuggi del gennaio 1995 non aderisce al partito di AN e segue Pino Rauti nella fondazione del Movimento Sociale Fiamma Tricolore.
Nel marzo 1995, vota la legge finanziaria sulla quale il governo Dini ha posto la questione di fiducia, accusando Silvio Berlusconi di chiedere il ritorno alle urne per impedire la celebrazione dei referendum abrogativi di giugno sull'interruzione pubblicitaria e sulla raccolta pubblicitaria televisiva.
In occasione delle politiche del 1996, si ripresenta nel collegio di Cassino con la Fiamma Tricolore; ottiene un ragguardevole 14,66% (a fronte dell'8,47% ottenuto dalla Fiamma nella quota proporzionale), ma non è eletto.
Negli anni 2000 entra in AN, partito per il quale diviene capogruppo nel consiglio provinciale di Frosinone.
Nel giugno 2009 è eletto sindaco di San Giorgio a Liri per una lista civica.